# توجه مستدام للسوق
يركز توجه السوق بشكل تقليدي على بيئة السوق والإدارة الوظيفية لمنظمة ما. على أي حال، وسعت المنظمات المعاصرة نطاق تركيزها ليشمل المزيد من الأدوار، والوظائف، والتركيز على البيئة الكلية. اهتمت الشركات بالنجاح قصير الأمد ولم تأخذ بالحسبان التأثيرات البيئية، والاجتماعية، والاقتصادية طويلة الأمد لنشاطاتها. على الرغم من نمو مفهوم توجه السوق، ما تزال هناك حاجة إلى إعادة صياغة المفهوم مع وجود تركيز أكبر على العوامل الخارجية المؤثرة على الشركة.
يجمع التوجه المستدام للسوق بين مبادئ توجه السوق، ومنهج إدارة أنظمة التسويق الكلي، منهج أصحاب المصالح تجاه المسؤولية الاجتماعية المتكاملة للشركة والاستراتيجية التسويقية، واستخدام مفهوم إدارة الاستدامة. سيعمل التوجه المستدام للسوق على نقل إدارة الشركة من الاقتصاد الصغير والإدارة الوظيفية اللذان يحددهما توجه السوق ليقدم منهجًا أكثر شمولية ومبنيًا على أصحاب المصلحة. يعتقد ميتشل وآخرون أن الطريق إلى إعادة صياغة مفهوم توجه السوق لخلق مفهوم التوجه المستدام للسوق تكمن في الجمع بين توجه السوق، والتسويق الكلي، والمسؤولية الاجتماعية للشركات، ومفاهيم إدارة التنمية المستدامة.

## خلفية
للممارسات غير المستدامة التي تستخدم الأفكار التقليدية عدد من العواقب ذات التأثيرات الضارة على البيئة الخارجية. يفترض التدمير الإبداعي أن التدمير أمر رئيسي للنمو الاقتصادي المستدام. على الرغم من أن هذا قد يكون مفيدًا للاقتصاد، لكن من الممكن أن يترك آثارًا سلبية شاملة على البيئتين الاجتماعية والبيئية. تحدد نظرة مارشال بيرمان حول التدمير الإبداعي أن الهدم مصير كل ما هو مبني. يرتبط هذا المنهج الرأسمالي بفكرة تراجيديا المشاع. عندما تفكر الشركات والأفكار باهتماماتها الخاصة فقط التي تتعارض مع المجتمع ككل، سينتج عن ذلك فرط استغلال الموارد المحدودة الذي يحمل بدوره عواقب على المدى الطويل. 

### نهضة مفاهيم التسويق المستدام
تفسح القضايا المثارة في هذه المناهج التقليدية ذات الدوافع الشخصية المجال أمام موجة من المفاهيم والنظريات.
يعزز الاقتصاد الإيكولوجي فكرة الحفاظ على رأس المال الطبيعي مع التأكيد على الاستدامة والتنمية المستدامة. تُعتبر التأثيرات السلبية المحتملة للتدمير الإبداعي وتراجيديا المشاع من الأمور الرئيسية التي يعنى بها الاقتصاد الإيكولوجي، وخصوصًا القدرة الاستيعابية للكرة الأرضية.
ليس للشركات ذاتية الاستثمار التي لا تتبنى ممارسات مستدامة مكان في عالم الشركات الحديث بعد الآن.
فيما يتعلق بالتسويق، قاد هذا التحول إلى تطوير المفاهيم التي تحاول تعزيز هذه الأفكار ودمجها، اقرأ في: التسويق الأخضر، والحصيلة الثلاثية، وتسويق الاستدامة، والعلامة التجارية الخاصة بالاستدامة، ولجنة برونتلاند. هذا التحول تجاه تبني ممارسات مستدامة مدفوع بالشركات والمستهلكين أيضًا. تبحث الحكومات أيضًا عن مناهج طويلة الأمد لتحقيق الاستدامة. 

## التعريف
يتميز التوجه المستدام للسوق عن استراتيجيات الأعمال المستدامة الأخرى بتركيزه على جوانب إدارة التسويق المؤسساتي للشركة واعتماد منهج قائم على أصحاب المصلحة لإدراة الشركة. يمكن استخدام مبادئ الإدارة المستدامة الشركة من:
- تحقيق أهداف مثل القدرة التنافسية في السوق والربح المحاسبي عن طريق تطبيق أنظمة القيم المسؤولة الاقتصادية، والاجتماعية، والبيئية.
- استخدام الاستراتيجيات التسويقية التي تتنبأ باحتياجات العملاء وتلبيها عن طريق التكامل الفعال للذكاء البيئي الشامل مع الأنظمة التشغيلية والتسويقية.
- الحصول على نتائج إيجابية على المدى الطويل في مجالات اقتصادية، واجتماعية، وبيئية مقبولة بالنسبة إلى أصحاب المصالح الأساسيين ممن يحصلون على فوائد مالية مباشرة من الشركات، وأصحاب المصالح الثانويين ممن يحصلون على فوائد اقتصادية، واجتماعية، وبيئية غير مباشرة.

### أسس نظرية
انبثقت الأسس النظرية للتوجه المستدام للسوق من ثلاثة نماذج تسويقية رئيسية.
«توجه السوق الاجتماعي البيئي» هي النظرية الأولى التي قادت إلى صياغة مفهوم التوجه المستدام للسوق. يمكن تخفيف المشاكل الاجتماعية والبيئية الناتجة عن منهج السوق الحر عن طريق تطوير إطار عمل يتضمن المعايير الاجتماعية، والسياسية، والاقتصادية، والبيئية المتفق عليها من قبل الشركات والمجتمع الحاكم للاقتصاد القائم على التسويق. على أي حال، يركز على إدارة التسويق البيئي للشركات، على عكس الاستدامة، ويعتمد هذا المبدأ على التشريعات الحكومية التي تضمن التجاوب.
يرتبط المنهج الثاني، الشائع أكاديميًا، باستراتيجيات التسويق الأخضر التي تتبعها الشركات والإدارة البيئية لدورة الحياة المنتج، وإدارة المنتجات والخدمات. على أي حال، يفشل هذا المنهج، على الرغم من اعترافه بأهمية دمج الإدارة المسؤولة بيئيًا، في دمج جوانب الإدارة الاجتماعية، والاقتصادية، والبيئية التي تُعتبر مهمة جدًا للتنمية المستدامة.
المنهج الثالث للتسويق المستدام هو استخدام منهج التسويق الشامل للتسويق المستدام للشركة. ينتقد هذا المنهج الاستراتيجيات الاقتصادية التقليدية الصغيرة وقصيرة الأمد وقلة اهتمامها بالعوامل الخارجية والتكاليف المتعلقة بالتدهور البيئي. الأمر الأساسي بالنسبة إلى هذا المنهج أنه على الرغم من القيود التي تفرضها الشركات، من الممكن أن تحسن ممارسات التسويق المستدام الكفاءة داخل الشركات، وتتطلع إلى المفاضلة بين المخاوف التجارية والبيئية.

## الفوائد
في حال قامت شركة ما بتطبيق التوجه المستدام للسوق على استراتيجية إدارة الشركات الخاصة بها، فإنها تقدم لها إطار عمل اجتماعي وبيئي أكثر مسؤولية للنشاط التسويقي الرابح للمحافظة على القدرة التنافسية والبقاء على المدى الطويل بشكل أكثر فعالية. من المفترض أن تكسب الشركة المستخدمة للتوجه المستدام للسوق تعزيز علامتها التجارية وسمعتها اعتمادًا على قدرتها على تقديم منتجات وخدمات تنافسية وفعالة. ويكتمل ذلك أيضًا عن طريق الاعتراف المجتمعي والسوقي بالشركة التي تمتلك إدارة اجتماعية وبيئية فائقة. سيكون الدافع الأساسي للشركة لتحقيق هذه الفوائد هو تكامل أنظمة الذكاء التنظيمي، والابتكار والتعلم المستمر الذي يعلن عن الاستراتيجية التسويقية ويتولى أمرها.
بالنظر إلى ما هو أكبر من السوق، سيؤدي اتباع منظور التوجه المستدام للسوق إلى فهم أكبر للمشاكل والمخاوف المجتمعية. بما أن التوجه المستدام للسوق يصبح جزءًا أكثر تكاملًا في التنمية السياسية، سيسلط الضوء على المناطق المحتملة للمخاطر في الأعمال والمناطق التي قد تشكل فرصًا محتملة.
التوجه المستدام للسوق هو منهج تصنيفي جديد للإدارة التسويقية سيضمن القيمة لمجال واسع من أصحاب المصالح عن طريق تطبيق معايير إدارية ستضفي قيمة على المؤشرات المعترف بها عالميًا وتقيمها.

## التقييم
تُقيَّم الشركات المتبعة لاستراتيجية التوجه المستدام للسوق على مستوى الشركة، والمجتمع المحلي، والمنطقة بناءً على تطبيق منهج أنظمة التسويق الكلي. لا يمكن للشركات التركيز ببساطة على البيئة الصغيرة أو الداخلية لمنظماتها بعد الآن.
عند تقييم الشركات التي تطبق التوجه المستدام للسوق، يجب استخدام مؤشرات توجه السوق المثبتة ومؤشرات التنمية المستدامة كنقاط انطلاق. على الشركة أن تمتلك قدرات في مجال توليد الذكاء، وتنسيق المؤسسات، وتوجه العملاء، والتوجه المنافس، والتجاوب وتوجه الربح استجابة لمجموعة من أصحاب المصالح الداخليين (بما فيهم الموظفين، والمستثمرين، والعملاء، وشركاء العمل)، والخارجيين (بما فيهم مجموعات الاهتمام الخاص، والمجتمعات المحلية، والحكومة، والمشرعين، ووسائل الإعلام). يجب أيضًا دمج تحيز الإدارة التسويقية للشركة للتعرف على مبادئ الإدارة المستدامة مثل الاستهلاك المستدام وإدارة العلامة التجارية عند تقييم التزام مؤسسة ما بالتوجه المستدام للسوق.